# الدميسي (طور الباحه)

تعديل مصدري - تعديل

الدميسي هي إحدى قرى عزلة طور الباحــة بمديرية طور الباحة التابعة لمحافظة لحج، بلغ تعداد سكانها 211 نسمة حسب تعداد اليمن لعام 2004.